# Canadian Style
Canadian Style, auch Classic Solo Canoeing oder Omering bezeichnen einen klassischen Paddelstil für Kanadier, der es einem einzelnen Paddler erlaubt einen Tandemkanadier sehr effizient, kontrolliert zu bewegen.
Der Paddler kniet dabei in der Mitte des Bootes, aber zu seiner Paddelseite hin versetzt. Dadurch wird der Kanadier so stark aufgekantet, dass der Süllrand bis fast auf die Wasseroberfläche heruntergedrückt wird. So heben sich die Steven an Bug und Heck aus dem Wasser, und der Kanadier wird sehr wendig und leicht zu kontrollieren. Aus dem Canadian Style heraus hat sich mit der Entstehung der ersten echten Solo-Kanadier in den 1970er Jahren das American Freestyle Canoeing entwickelt.

## Entstehungsgeschichte
Ein großer Anteil an der Entstehung des Canadian Style wird dem kanadischen Guide Omer Stringer zugeschrieben, weshalb diese Art zu paddeln in Nordamerika auch heute noch als Omering bezeichnet wird. Der Erzählung nach soll Omer Stringer bereits in jungen Jahren als Guide Gäste zu Jagd- und Fischereigebieten im Algonquin Park begleitet haben. Nachdem die Gäste und das Gepäck im Zielgebiet angekommen waren, mussten die jungen Guides mit den großen Kanadiern alleine zum Ausgangsort zurückkehren. Da sich ein unbeladener Kanadier, besonders bei Wind, alleine nur sehr schwer steuern lässt, wurden Steine als Gegengewicht in den Bug geladen. Dadurch läuft der Kanadier zwar sehr gut geradeaus, er ist aber weniger manövrierfähig und der zusätzliche Ballast muss mit bewegt werden. Durch Beobachtung der Ureinwohner soll Omer Stringer auf die Idee gekommen sein sich ohne Verwendung von Ballast in die Mitte des Bootes zu knien und sich so das Paddeln zu erleichtern. Diese Art zu paddeln wurde bald von anderen Guides übernommen. Die Bootsbewegungen beim Canadian Style sind sehr präzise und anmutig und erinnern an einen Tanz. Schon bald nutzten die Guides Choreografien, um ihre Gäste in den Abendstunden mit Vorführungen zu unterhalten.

## Canadian Style heute
Zwischenzeitlich hat sich der Canadian Style zu einer eigenständigen Disziplin des Kanadier-Paddelns entwickelt. Beim Canoe Dance bilden Boote verschiedene Figuren und gestalten so eine gemeinsame Choreografie.
Wichtige Grundgedanken beim heutigen Canadian Style sind:
1. Effizienz: möglichst alle eingesetzte Energie wird in Bootsbewegung umgesetzt
2. Der unsichtbare Paddler: Der Fokus soll auf der Bootsbewegung und nicht auf den Bewegungen des Paddlers liegen.

## Wettbewerbe und Veranstaltungen
In den USA werden jedes Jahr einige Wettbewerbe und Vorführungen im Canadian Style Paddeln, meist im Rahmen von American Freestyle Veranstaltungen abgehalten.
Zu den wichtigsten Veranstaltungen in den USA gehören:
- Adirondack FreeStyle Symposium
- Florida FreeStyle Symposium
- Midwest Freestyle Canoe Symposium

Neben Canadian Style wird dort auch American Freestyle gepaddelt.
Das wichtigste Treffen in Europa ist das Kringelfieber, das seit 2006 jährlich am Edersee in Deutschland stattfindet.